# Alex da Kid
Alex da Kid (rođen kao Alexander Grant, London, 27. kolovoza 1983.), engleski je hip hop producent. Radi za izvođače kao što su Nicki Minaj, Hayley Williams, Eminem, Rihanna, Jay Z, Diddy, Avril Lavigne i B.o.B.